# Kirtinagar
Kirtinagar é uma cidade e uma nagar panchayat no distrito de Tehri Garhwal, no estado indiano de Uttaranchal.

## Demografia
Segundo o censo de 2001, Kirtinagar tinha uma população de 1040 habitantes. Os indivíduos do sexo masculino constituem 57% da população e os do sexo feminino 43%. Kirtinagar tem uma taxa de literacia de 76%, superior à média nacional de 59.5%: a literacia no sexo masculino é de 80% e no sexo feminino é de 70%. Em Kirtinagar, 11% da população está abaixo dos 6 anos de idade.